# Thrissacanthias bispinosus
Thrissacanthias bispinosus är en sjöstjärneart som beskrevs av Alexander Michailovitsch Djakonov 1950. Thrissacanthias bispinosus ingår i släktet Thrissacanthias och familjen kamsjöstjärnor. Inga underarter finns listade i Catalogue of Life.